# Campatonema marginata
Campatonema marginata là một loài bướm đêm thuộc họ Geometridae. Nó được tìm thấy ở Brasil. Nó là loài điển hình của chi Campatonema.